# Wohn- und Wirtschaftsgebäude Nienburger Straße 14
Das Wohn- und Wirtschaftsgebäude Nienburger Straße 14 in Bassum-Neubruchhausen, 8 km östlich vom Kernort Bassum entfernt, wurde im 19. Jahrhundert gebaut.
Das Gebäude ist ein Baudenkmal in Bassum.

## Geschichte
Das giebelständige verklinkerte Gebäude ist ein Hallenhaus in massiver Bauweise mit Krüppelwalmdach, mittigem giebelteilenden Gesims, rundbogigen Fenstern, segmentbogigen Türen und Tor und Inschriften über der segmentbogigen Grooten Door sowie als Tafel im Giebeldreieck.
Das Gebäude steht in einer Gruppe von Massivgebäuden und Fachwerkhäusern und kennzeichnet den Umbruch in der örtlichen Bauweise der Bauernhäuser.